# Eloi Metullus
St. Eloi Metullus (* 1892; † unbekannt) war ein haitianischer Sportschütze.

## Erfolge
Eloi Metullus nahm an den Olympischen Spielen 1924 in Paris teil. Im Gegensatz zu den übrigen haitianischen Starten im Sportschießen kam er nicht im Einzel zum Einsatz. In der Mannschaftskonkurrenz, die über die Distanzen 400 m, 600 m und 800 m ausgetragen wurde, kam er gemeinsam mit Destin Destine, Ludovic Augustin, Astrel Rolland und Ludovic Valborge auf 646 Punkte und gewann so hinter dem US-amerikanischen und dem französischen Team die Bronzemedaille. Dies war der erste Medaillengewinn in Haitis Olympiageschichte.